# هانس أولاف سورينسن
هانس أولاف سورينسن (بالنرويجية البوكمول: Hans Olav Sørensen)‏ هو متزلج قفز نرويجي، ولد في 16 نوفمبر 1942 في سيلبو في النرويج.

## وصلات خارجية
- هانس أولاف سورينسن على موقع الاتحاد الدولي للتزلج (القفز التزلجي) (الإنجليزية)
- هانس أولاف سورينسن على موقع اللجنة الأولمبية الدولية (الإنجليزية)
- هانس أولاف سورينسن على موقع أوليمبيديا (الإنجليزية)